# Nossa Senhora do Pranto
Nossa Senhora do Pranto es una freguesia portuguesa del municipio de Ferreira do Zêzere, distrito de Santarém.

## Historia
Fue creada el 28 de enero de 2013 en aplicación de una resolución de la Asamblea de la República de Portugal promulgada el 16 de enero de 2013 con la unión de las freguesias de Dornes y Paio Mendes, pasando su sede a estar situado en el lugar de Frazoeira.

## Demografía
| Gráfica de evolución demográfica de Nossa Senhora do Pranto entre 2011 y 2021 |
|                                                                               |
| Datos según el nomenclátor publicado por el INE portugués.                    |